# Martin Zimmer (Biologe)
Martin Zimmer (* 1967 in Köln) ist ein deutscher Biologe und Professor für Mangrovenökologie am Leibniz-Zentrum für Marine Tropenökologie (ZMT) in Bremen. 

## Biografie
Zimmer studierte Biologie an der Universität Köln und promovierte dort nach einem Forschungsaufenthalt in Ann Arbor (Bundesstaat Michigan) zum Dr. rer. nat. Seine Forschung im Rahmen der Habilitation und als Privatdozent für Evolutionäre Ökophysiologie an der Universität Kiel brachte ihn erstmals in Kontakt mit Küstenökosystemen. Später leitete er eine Arbeitsgruppe für Terrestrische Ökologie an der Universität Salzburg. Er ist Kooperationsprofessor am Fachbereich 2 der Universität Bremen.

## Forschung
Zimmer forscht zur Interaktionen in Lebensgemeinschaften unter wechselnden Umweltbedingungen. Mangrovenökosysteme sind stark von globalen Umweltveränderungen, wie der Klimaerwärmung, dem Meeresspiegelanstieg oder den Änderungen des Salzgehaltes im Brackwasser durch verstärkte Regenfälle, betroffen. Dazu kommt die lokale Nutzung durch den Menschen. Zimmer und seine Arbeitsgruppe wollen ermitteln, wie sich diese Faktoren auf das Ökosystem und seine Dienstleistungen auswirken. Dabei untersucht er einzelnen Systembestandteile, den symbiontischen Interaktionen, Nahrungsnetzen und Stoffflüssen in Mangroven und ihren benachbarten Ökosystemen.